# Màgia negra

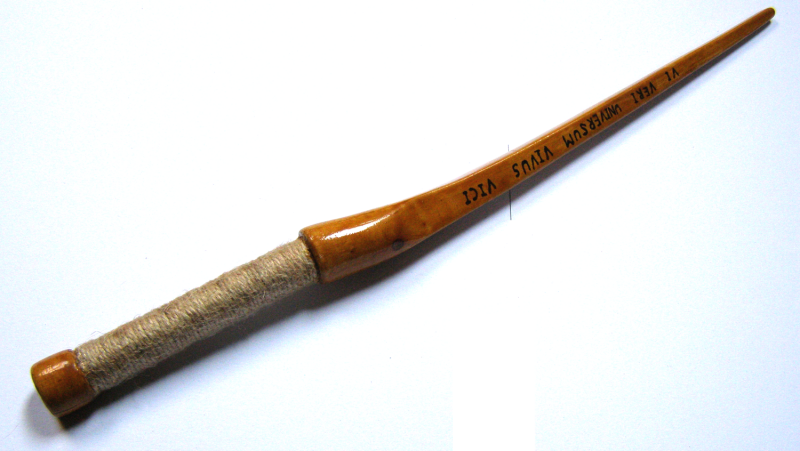
Vareta màgica.

S'anomena màgia negra a aquells actes de litúrgia màgica la naturalesa, mètodes o objectius dels quals no són comunament acceptats per la societat on es produeixen. La màgia negra és un tipus de fetilleria, i es defineix per la suposada realització dels maleficia (maleficis), ideats per tal de produir infortuni, malalties o qualsevol altre tipus de dany. S'utilitza com a antònim de màgia blanca.

## Concepte
La màgia negra és el conjunt de recursos i mètodes destinats a aconseguir poders extraordinaris amb l'explícita voluntat de dominar o controlar la naturalesa o a altres persones. Als començaments de la història no hi havia un límit entre màgia, ciència i religió. A partir del segle xiii la màgia es va anar allunyant de la religió i de la ciència.
La màgia negra és aquella que s'utilitza en perjudici d'un individu o per danyar al món sencer: els seus adeptes no només buscarien afectar la societat, sinó alterar tota mena de matèria orgànica o inorgànica. La màgia blanca serviria per neutralitzar el dany de la màgia negra i actuar en benefici de l'individu o del món. Una altra de les creences consisteix en el fet que els efectes o profunditat de la màgia tenen a veure amb la capacitat de connexió amb les jerarquies de la foscor.
La màgia vermella o hematomància és un tipus de màgia i endevinació el component central de la qual és l'ús de la sang o altres teixits vius. També pot realitzar-se a través del sexe. A les societats occidentals contemporànies, es considera un tipus de màgia negra, principalment si s'utilitzen teixits vius o sang de tercers, no tant així amb els propis (amb teixits propis es consideraria com a màgia blanca). En alguns casos està orientada a l'amor i la sexualitat, però en general s'utilitza amb l'objectiu d'aconseguir la destrucció i/o la manipulació de la vida del subjecte a qui va destinada.«bruixeria». 
La necromancia és la màgia que utilitza el conjur i el control dels morts, ja que aquest terme significa evocació als esperits dels morts.
Esment especial mereix també la menys coneguda màgia grisa, que vindria a ser una mescla de màgia blanca i negra amb propòsits desconeguts.